# Cheilanthes formosana
Cheilanthes formosana là một loài thực vật có mạch trong họ Adiantaceae. Loài này được Hayata miêu tả khoa học đầu tiên năm 1906.